# Isopropil β-D-1-tiogalactopiranòsid
L'isopropil β-D-1-tiogalactopiranòsid (IPTG) és un reactiu usat en biologia molecular. Aquest compost sintètic que imita part de l'estructura química de l'al·lolactosa, un metabòlit de la lactosa que activa la transcripció de l'operó lac, i és per això que s'utilitza per induir l'expressió proteica quan un gen es troba sota el control de l'operador lac.
L'IPTG, a diferència de l'al·lolactosa, no és hidrolitzat degut a l'acció de la β-galactosidasa. Per tant, la seva concentració resta constant durant un experiment. Típicament, per causar la inducció, una solució estèril i filtrada de concentració 1 M d'IPTG és afegida amb una dilució 1:1000 al cultiu bacterià en fase de creixement logarítmic, obtenint una concentració final d'1 mM. Tanmateix, també es poden utilitzar diferents concentracions d'IPTG, normalment en el rang de 0,1 a 1 mM.

## Mecanisme d'acció
Com l'al·lolactose, l'IPTG s'uneix al repressor lac tetramèric i l'allibera de l'operador lac amb una cinètica al·lostèrica, permetent així la transcripció dels gens de l'operó lac, entre ells el gen que codifica la β-galactosidasa, un enzim que catalitza la hidròlisi de β-galactòsids a monosacàrids. Però a diferència de l'al·lolactosa, l'àtom de sofre (S) present en l'IPTG forma un enllaç químic que no és hidrolitzable, impedint la metabolització o degradació de l'inductor. Per tant, la concentració d'IPTG resta constant i l'expressió dels gens que es troben sota el control de l'operador lac no són inhibits durant l'experiment.
La captació d'IPTG per part de l'E. coli pot ser independent de l'acció de la lactosa permeasa, perquè és transportat a l'interior de la cél·lula mitjançant una altra ruta. A baixes concentracions, l'IPTG entra a les cèl·lules a través de la lactosa permeasa, però a concentracions altes (típicament les utilitzat per induir l'expressió de proteïna), l'IPTG pot entrar a les cèl·lules independentment de l'acció de la lactosa permeasa.

## Ús al laboratori
L'IPTG és un inductor eficaç d'expressió proteica en la gamma de concentració de 100 μM a 1,0 mM. La concentració utilitzada depèn del grau d'inducció requerit, així com del genotip de cèl·lules o plasmidi utilitzat. Si el gen lacIq, un mutant que sobreprodueix el repressor lac, és present, llavors una concentració més alta d'IPTG pot ser necessària.
En experiments de clonació molecular, les colònies bacterianes que han estat transformades amb un plasmidi recombinant es poden identificar usant un anàleg de la galactosa, el 5-brom-4-clor-3-indolil-β-D-galactopiranòsid (X-gal). Aquest compost pot ser metabolitzat per la β-galactosidasa en galactosa, un monosacàrid, i 5-brom-4-clor-3-hidroxindol, un compost de color blau. Les cèl·lules transformants que han captat els plasmidis amb l'operó lac intacte, quan són induïdes amb IPTG, expressen activament β-galactosidasa, que hidrolitza X-gal i tinta de blau les colònies. Les colònies de cèl·lules transformants que han captat un plasmidi amb l'operó lac recombinant, en el qual ha estat inserit el gen d'una proteïna d'interès, pateixen amb la inserció del nou gen la inactivació del gen lacZ (un dels gens que codifica la β-galactosidasa) i per tant, no poden expressar β-galactosidasa ni degradar X-gal, romanent les colònies de color blanc.

## Altres Noms
Isopropil 1-thio-b-D-galactopiranòsid 

Isopropil 1-Thio-β-D-galactopiranòsid 

Isopropil β-D-thiogalactopiranòsid 

Isopropil-b-D-thiogalactopiranòsid 

Isopropil-β-D-thiogalactopiranòsid 

1-(Isopropiltio)-β-Galactopiranòsid 

D-β-isopropiltiogalactiòsid 

Propan-2-il 1-tio-β-D-galactopiranòsid 

β-D-Galactopiranòsid 1-metiletil 1-tio-
(2S,4S,3R,5R,6R)-6-(hidroximetil)-2-(metiletiltio)-2H-3,4,5,6-tetrahidropiran-3,4,5-triol